# Altars dels morts

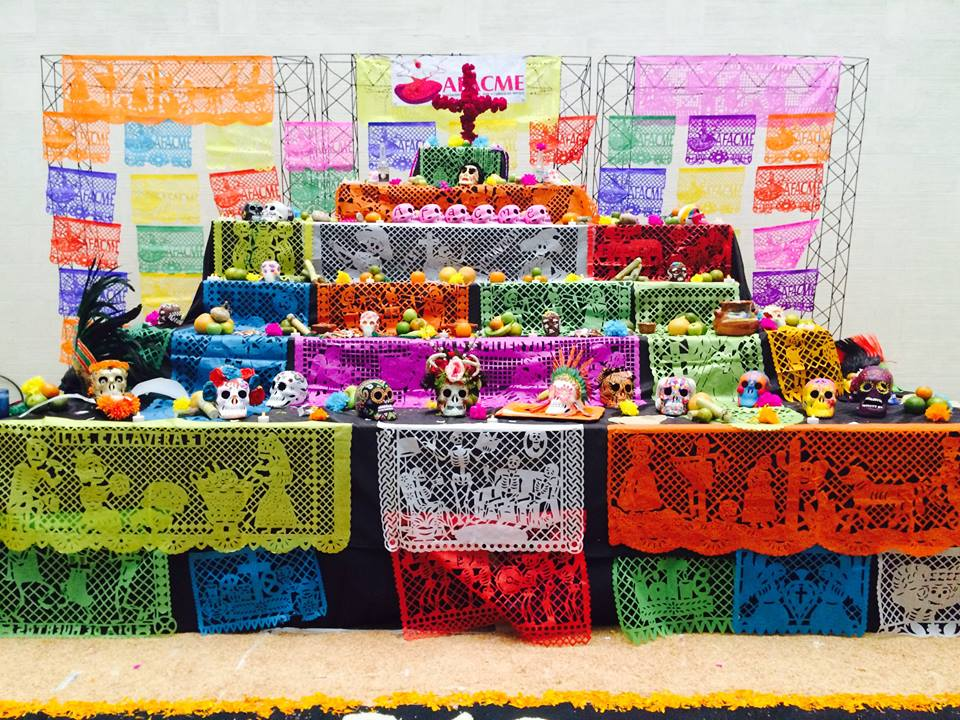
Ofrena típica mexicana del Dia de morts.

L'altar de morts, també conegut com a ofrena del dia de morts, és un element fonamental en el conjunt de tradicions mexicanes del Dia de morts, que consisteix a instal·lar altars domèstics en honor dels morts de la família on s'ofereix com a ofrena aliments, espelmes, flors i objectes d'ús quotidià del difunt.
L'altar de morts és una construcció simbòlica resultat del sincretisme de les ideologies prehispàniques, la cosmovisió endèmica de les cultures mesoamericanes i les creences religioses europees de caràcter abrahàmic portades pels conqueridors i missioners espanyols encomanats a la colonització i conversió dels pobles natius de l'actual territori mexicà. Les creences mesoamericanes sincrètiques, per rendir tribut als avantpassats familiars, als difunts propers o a personatges importants.
Aquests altars, producte del sincretisme religiós, guarden encara una enorme similitud en elements simbolisme i estètics amb els Tlamanalli (del náhuatl - Tlamana: oferir, -lli sufix, "L'Ofrena"), elaborats pels grups que encara guarden la tradició dels pobles originaris.

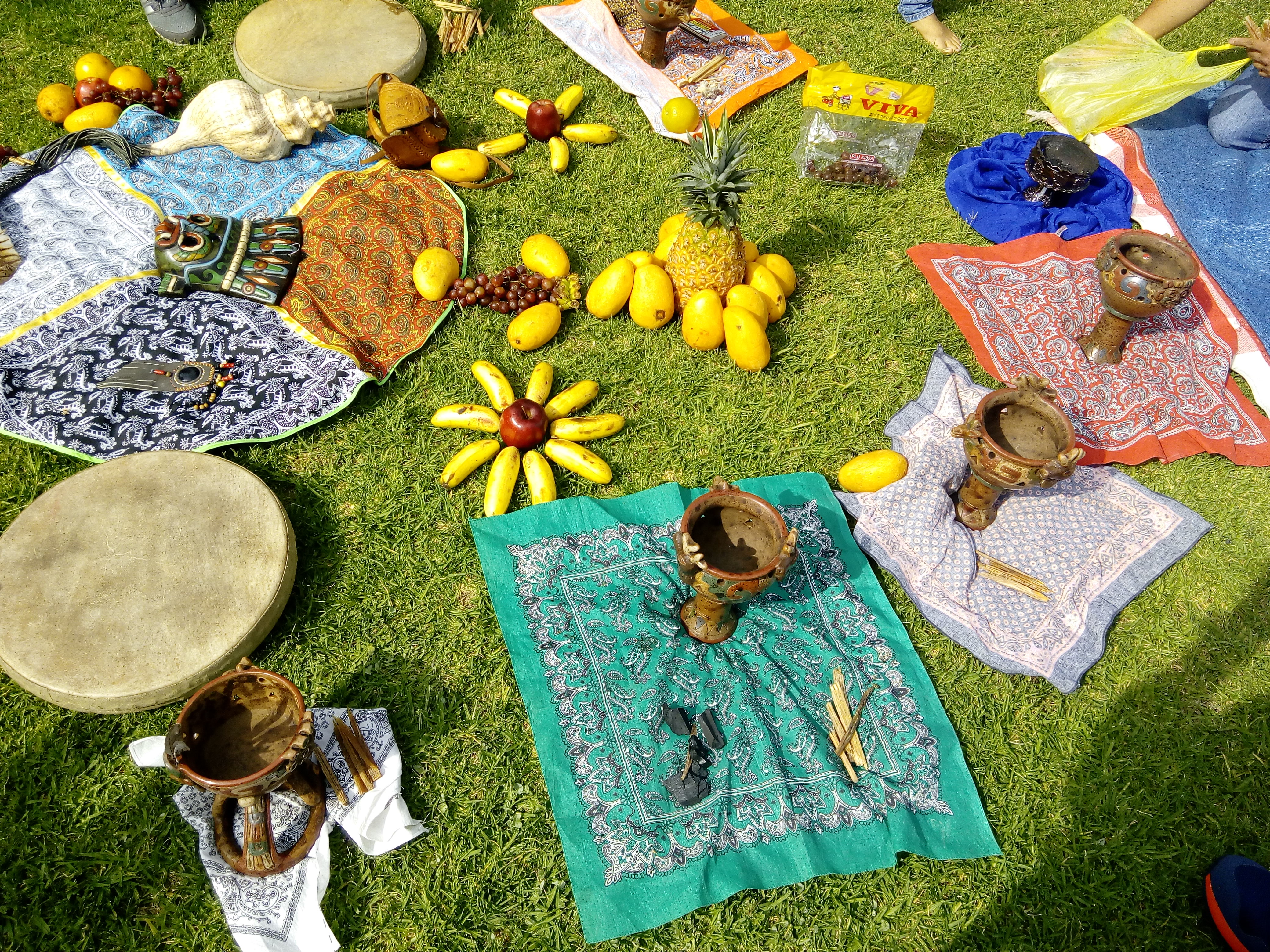
Tlamanalli tradicional

## Creences sobre la mort al Mèxic prehispànic
Els indígenes de Mesoamèrica, com gairebé tots els habitants prehispànics de la resta del continent, compartien la creença de l'existència d'una entitat anímica en el cos que donava identitat i consciència a l'ésser humà i que ho abandonava en morir per anar a una existència ultraterrenal. Els asteques identificaven aquesta substància immortal amb el «teyolía», radicat en el cor, mentre que pels maies tal essència rebia el nom de «ol». Aquesta consciència pervivia en el lloc dels morts on seguia requerint aliment, reconeixement i algunes altres ajudes espirituals que podien ser atorgades pels vius per permetre'ls continuar la seva existència immortal. L'anterior va generar el desenvolupament d'un culte als ancestres bastant difós en Mesoamèrica.
El registre arqueològic dels pobles mesoamericans dona testimoniatge que en els ritus funeraris d'aquestes civilitzacions era bastant comuna deixar en la sepultura objectes d'ús quotidià, eines de l'ofici del difunt, joieria, robes, aliments, pedres precioses, entre altres coses per ajudar el difunt en la seva travessia i estada a l'altre món.

## Altar de morts

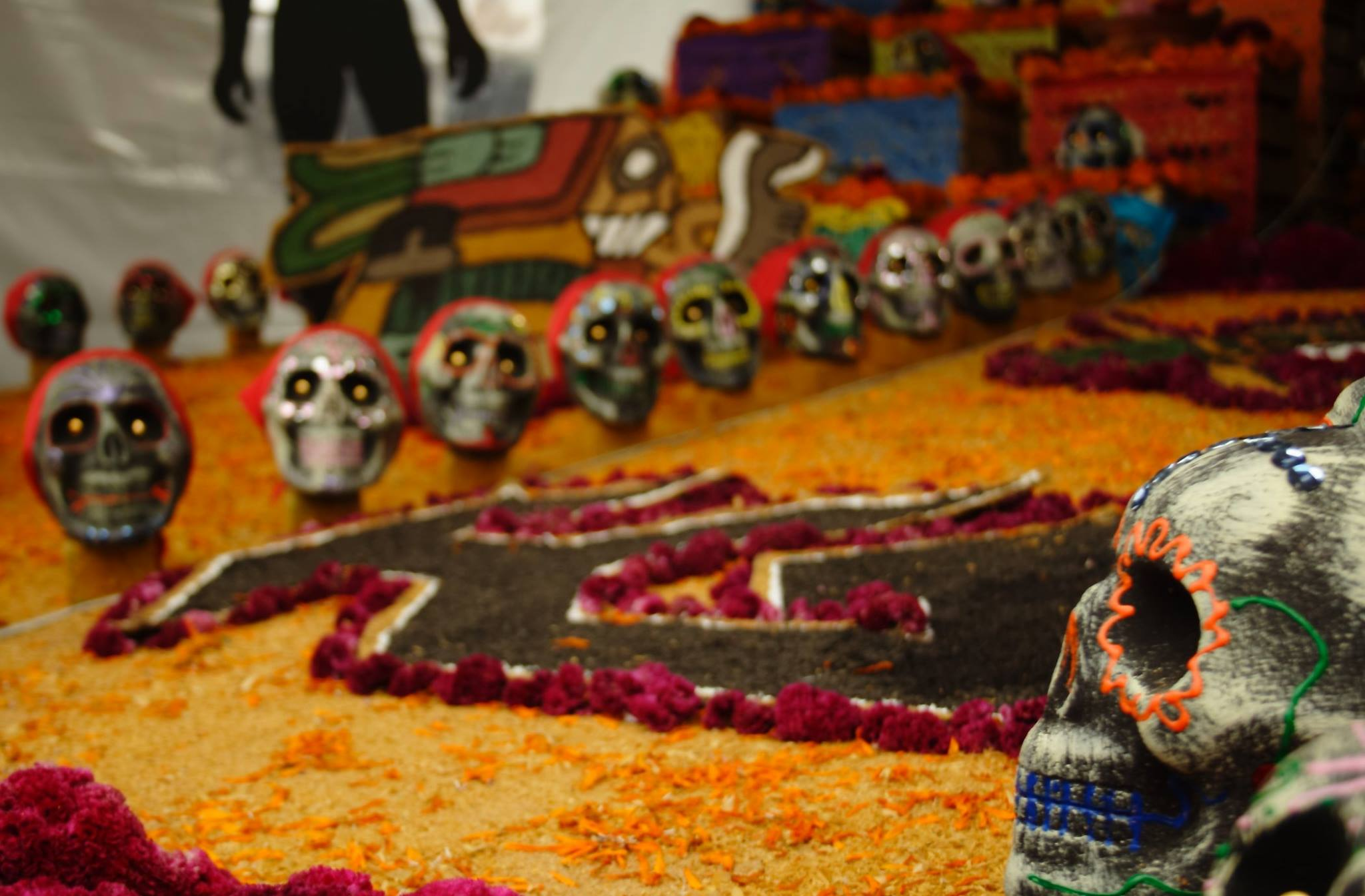
Ofrena de dia de morts en Ciutat Universitària, Mèxic.

### Origen de l'Altar
Els orígens de la tradició del Dia de Morts són anteriors a l'arribada dels espanyols. L'altar de morts és un element fonamental en la celebració del Dia de Morts. La representació dels altars de morts ha canviat a través dels segles des de la introducció de la religió catòlica en el Mèxic prehispànic, això ha causat que s'hagin inclòs elements simbòlics que no pertanyen a les cultures mesoamericanes, com imatges religioses catòliques (rosaris, crucifixos i icones sacres).
L'estipulació de la festivitat religiosa del Dia de Tots els Sants es conjuga amb el Dia de Morts. En temps de la Conquesta de Mèxic es va intentar convertir al catolicisme als pobladors de Mesoamèrica. La tradició "es va resistir a morir" i a poc a poc se li van anar incloent elements de les cultures europees.
Tant com a altars, igual que les ofrenes són la nostra mostra d'afecte cap als morts millor coneguts com a éssers del més enllà.
La construcció i representació de l'altar de morts varia segons la idiosincràsia i els elements disponibles en una determinada regió, així com de la cosmovisió de les diferents cultures i ètnies.

### Nivells de l'altar

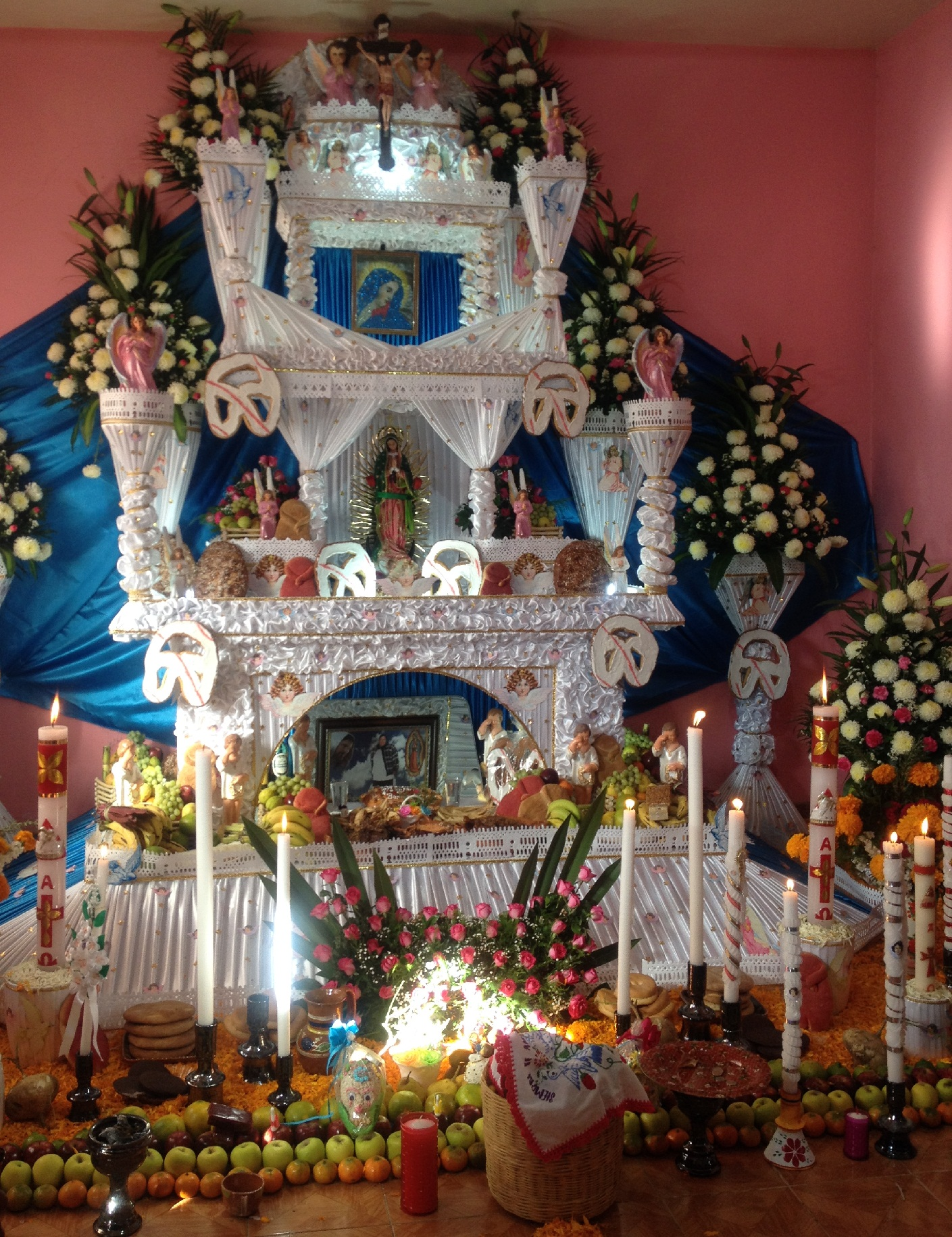
Ofrena monumental de tres nivells en Huaquechula, Pobla

Els nivells en l'altar de morts representen la cosmovisió, regularment representant el món material i l'immaterial o els quatre elements, en cadascun d'ells es col·loquen diferents objectes simbòlics per a la cultura, religió o la persona a la qual se li dedica l'altar.
- Altars de 2 nivells: són una representació de la divisió del cel i la terra representant els fruits de la terra i les bondats dels cels com la pluja.
- Altars de 3 nivells: representen el cel, la terra i l'inframon. A causa de la introducció d'ideologies de les religions europees, ha canviat el seu significat a dos possibles, podent representar la terra, el purgatori i el regne dels cels, o bé, els elements de la Santíssima Trinitat segons la tradició catòlica.[4]
- Altars de 7 nivells: són el tipus d'altar més convencional, representen els set nivells que ha de travessar l'ànima per poder arribar al descans o pau espiritual.[5] Segons la pràctica otomí, els set graons representen els set pecats cabdals.[6] S'associa el número set amb el nombre de destinacions que, segons la cultura asteca, existien per als diferents tipus de mort.

En diferents cultures, particularment en l'asteca, es creia que existia un procés per néixer i un altre per morir. Així, quan l'ànima abandona el cos físic ha de passar una sèrie de proves o dimensions per arribar a l'anhelat descans. En la cosmovisió asteca l'ànima d'una persona havia de passar vuit nivells en el Mictlan (inframon d'aquells que moren de causes naturals), cadascun representava una prova per arribar al novè nivell en el qual s'arribava davant Mictlantecuhtli i la seva esposa Mictecacíhuatl, arribant al descans etern. El déu asteca Xolotl era el psicopomp de les ànimes en el camí.

### Elements d'un altar de morts i el seu significat

#### Aromes
En la seva forma més tradicional, s'inclouen diversos elements aromàtics que simbolitzen la purificació de l'ànima, així com diverses espècies d'herbes d'olor, les quals també representen els fruits de la terra. El seu origen simbòlic es concentra en l'aroma emballestant, capaç de guiar o atreure els difunts a la seva ofrena.
Diverses versions de l'altar tradicional inclouen la infusió d'herbes d'olor com el llorer, farigola, marduix, romaní i camamilla, que es posen a bullir en una olla tapada per una penca de nopal perforada. La infusió d'aquestes herbes produirà una olor atractiva que es colarà a través de les perforacions del nopal i guiarà a les ànimes a la terra.
La resina del copal és un element freqüent en la representació d'altars de morts per la seva capacitat natural de produir una aroma distintiva. Té diferents significats a les diverses regions i cultures d'Amèrica, solia utilitzar-se en rituals d'atracció de la pluja i cerimònies de purificació de l'ànima dels vius, d'aquí la seva relació en la utilització en el dia de morts.
L'encens és un element aromàtic d'origen asiàtic cada vegada més freqüent en els altars l'ús dels quals va començar a adoptar-se des de temps de la Nova Espanya com a substitut comú per al copal i altres essències.

#### Arc
Es col·loca a dalt de l'últim pis un arc fet de canyís o Lophosoria quadripinnata, flors que simbolitzen ser la porta d'entrada al món dels morts, el vuitè nivell que s'ha de seguir per arribar al Mictlan i trobar-se amb Mictlantecuhtli. Sovint es decora amb flors de Tagetes erecta i pot contenir un altre tipus d'ofrenes com a fruits i llaminadures.

#### Paper picat
Els asteques utilitzaven paper amate, un tipus de fibra feta de l'escorça d'arbres, per representar el vent en els altars; posteriorment després del mestissatge aquesta fibra va ser reemplaçada amb el paper actual. En aquells papers amate es pintaven diferents deïtats i a causa de la seva versatilitat podia ser tenyit de diferents colors disponibles per a l'època; com a exemple notable es troben els còdexs i jeroglífics que relataven esdeveniments transcendents dins de diferents cultures mesoamericanes. Amb la influència espanyola van aparèixer diferents tipus de paper, colors i patrons.
El color groc i el color morat empleats en el paper picat o les cadenes de paper representen respectivament puresa i duel. El paper picat comercial regularment inclou varietat de colors i dissenys basats en les caricatures de José Guadalupe Posada, encara que també s'utilitza amb un altre tipus de motius i dissenys per a altres festes de la cultura popular mexicana com la celebració de l'inici de la batalla d'independència de Mèxic.

#### Representació del foc
Com a representació de l'element foc solen afegir-se veladores i ciris pel seu fàcil maneig i la seva relació amb els símbols religiosos. En la seva versió menys freqüent poden afegir-se torxes i fogates controlades que representen la guia per a l'ànima, fins i tot la llum en el seu camí de tornada al món dels morts. Es col·loquen quatre ciris per representar una creu i els quatre punts cardinals.

#### Representació de l'aigua
L'aigua té múltiples significats, el principal, s'utilitza per calmar la set de l'esperit. Es col·loquen diferents objectes que representen l'aigua com un got ple d'aquesta, el qual el difunt utilitzarà per alleujar la seva set. A més es col·loquen diferents objectes de tocador i condícia personal per al difunt.
Els maies tenien la creença que els cenotes, que ells consideraven sagrats, eren una porta a l'inframon. En moltes representacions d'altars sol col·locar-se una vaixella amb aigua, simbolitzant un cenote i l'entrada a l'inframon.

#### Representació de la terra
En la representació de la terra s'ha d'incloure diverses llavors, fruits, espècies i altres bondats de la naturalesa. S'utilitzen diferents llavors com el blat de moro i el cacau per formar patrons en el sòl. En l'actualitat s'utilitzen serradures pintades de diferents colors. En una idea moderna, la representació de la terra es relaciona amb el principi de la ideologia cristiana "Pols ets, i en pols et convertiràs" (Gènesi 3,19).

#### Flors
Les flors s'utilitzen com a ornat en tot altar i sepulcre. La flor de Tagetes erecta, el núvol i l'amarant o moc de gall dindi són les espècies més utilitzades per a l'adorn d'un altar, com a símbol per donar la benvinguda amb un element bell per l'altar, ja que antigament per Mesoamèrica era la flor més bonica.

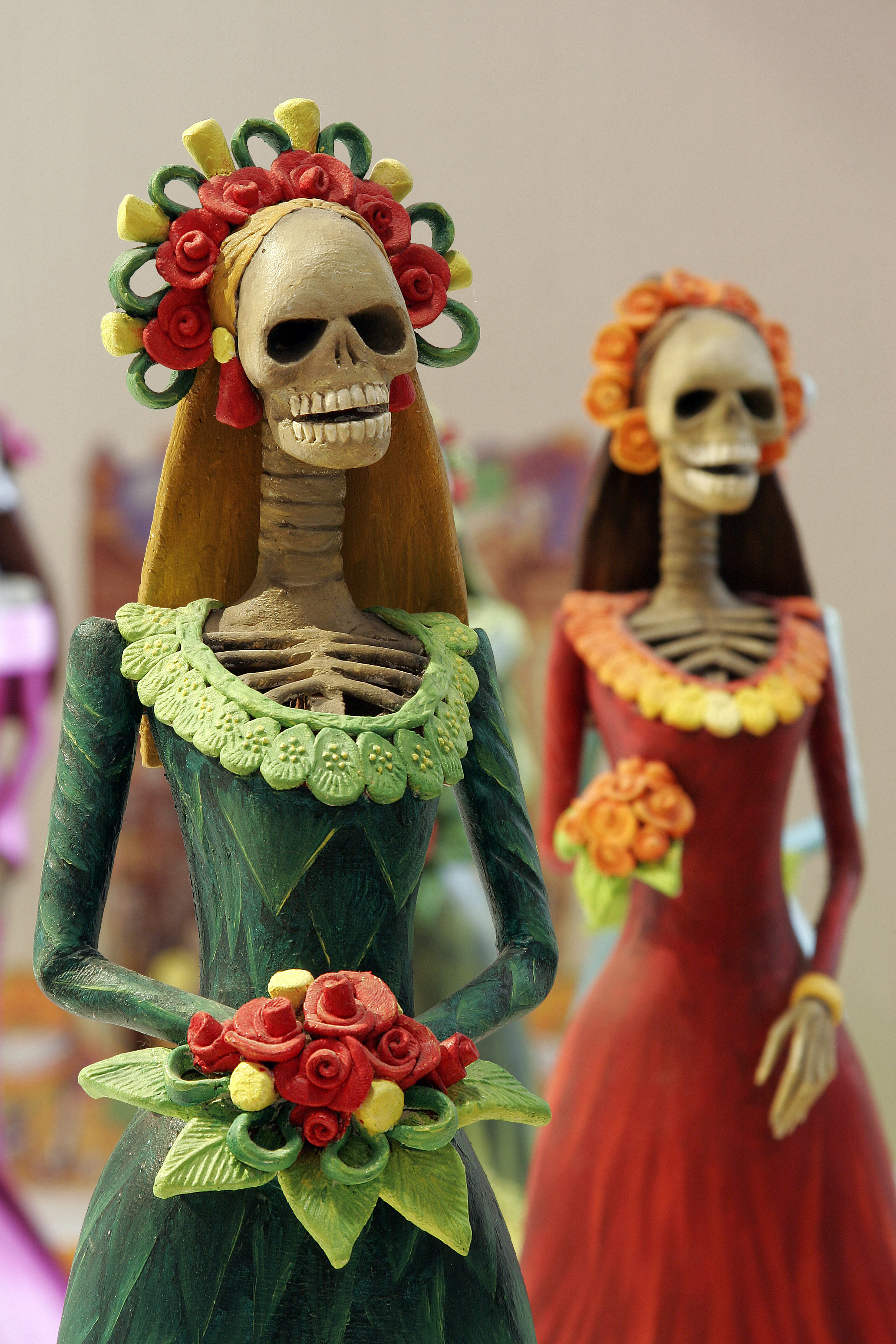
"La Catrina".

Les flors d'aus de paradís i les tulipes també combinen amb el paper morat.

#### Calaveres

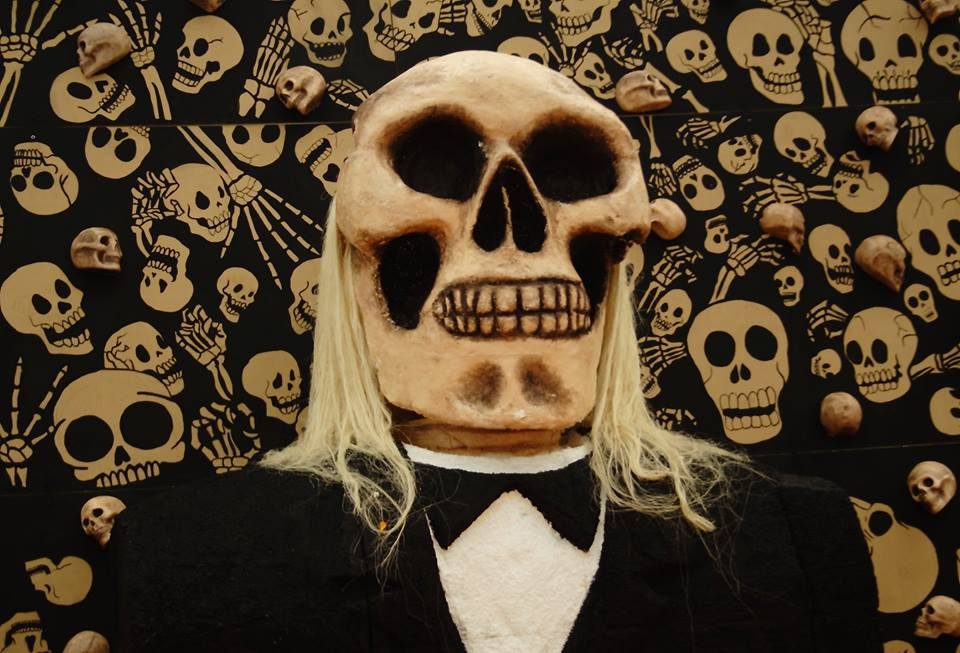
Calavera durant la celebració de la mega ofrena de la UNAM.

Les calaveres són dolces que representen al·lusions a la mort poden ser de sucre, xocolata o amarant. També representa que la mort pot ser dolça i no amarga. Són colorades calaveres de sucre, fang, xocolata o guix amb adorns i patrons en elles, agraden pel seu ric sabor i olor. També són una burla cap a la mort i se'ls escriu en el front el nom del comprador o d'una persona viva. El possible origen de les calaveretes o calaveritas pot relacionar-se amb el tzompantli, una filera de cranis de guerrers sacrificats col·locats en un pal.
Se li anomena calavera o calaverita a un fragment poètic o epitafi que constantment al·ludeix a la mort, dedicat a personatges vius.
La imatge de la Calavera Garbancera (més coneguda com La Catrina), creada per José Guadalupe Posada, no es relaciona amb una funció específica del dia de morts, ni amb algun atribut específic per honrar als morts. Aquesta caricatura és una representació d'una dandizette de l'època porfirina, és a dir, una dona de classe social alta caracteritzada pel seu aparent intel·lecte i el seu sobre refinament que va conformar l'alta societat en el període presidencial de Porfirio Díaz. La caricatura va ser dissenyada com una burla cap a les dones que amagaven el seu origen mexicà per reemplaçar-lo per una aparença refinada i un xovinisme europeu. La Catrina es considera un element de la cultura mexicana, concebut popularment com una percepció jocosa que es burla de la noció tradicional de la mort.

#### Menjar
El menjar, segons la tradició, ha de ser del grat del mort. A causa de la dieta de la mexicana mitjana, és freqüent veure la cuina criolla nacional com mole, pozole, taco, tamales, etc., present en molts altars. S'han d'incloure diferents fruits de temporada com la carabassa, el Crataegus mexicana, jícama, taronja, i per descomptat, aliments fets de blat de moro.
El pa de mort és un tipus de pa dolç que es col·loca com a ofrena cap als morts. Té un parell de tires sobre l'escorça que representen un parell d'ossos i ajonjolí que representa les llàgrimes de les ànimes que no poden descansar en pau. Aquest pa descendeix del pa de blat de moro fet per les civilitzacions del Mèxic antic.

#### Begudes alcohòliques
Alguns altars contenen begudes alcohòliques com tequila, licor d'ou i pulque servits en recipients de fang, utilitzats per mantenir el tradicionalisme. Pot incloure's qualsevol altra beguda que li hagi agradat al difunt. D'igual manera se li podia posar begudes que no contenguessin alcohol com la xocolata.

#### Objectes personals
En els altars s'utilitzen peces de vestir del ja mort, objectes representatius de l'ofici al qual es dedicava o els seus objectes preferits. En el cas dels menors sol col·locar-se'ls joguines i dolços.I es pot posar també algunes de les seves cançons favorites, sigui en música o en el disc.

#### Adorns
Infinitat d'adorns al·lusius a la mort han sorgit de l'art popular mexicà i s'han agregat a l'altar de morts. Figures amb quadres d'enterraments, cementiris, o representant escenes de la vida quotidiana amb esquelets com a personatges realitzats en figures d'alfeñique, cartó, fusta, fang o guix, són típics de la data, així mateix com a bells arranjaments fruiters o florals.
També en molts altars s'inclouen cadenes elaborades amb paper crepè, de color morat i groc, una baula de cada color, alternats. El morat representa la mort i el groc la vida, per la qual cosa amb aquest adorn queda representada la prima línia existent entre la vida i la mort.

#### Elements religiosos
- Creu

En tot l'altar es col·loquen símbols referents a la creu, la qual és un element que van agregar els evangelitzadors espanyols amb la finalitat d'incorporar el catolicisme entre els nadius i en tradicions tan arrelades com era la veneració dels morts. Una creu es col·loca en la part superior de l'altar a un costat de la imatge del difunt. Es col·loca una creu petita de sal en l'altar que serveix com a mitjà de purificació dels esperits, i una creu de cendra que l'ajudarà l'esperit a sortir del purgatori.
- Imatges religioses

Es col·loca una imatge o escultura del sant de devoció de la persona a la qual es dedica l'altar. També es col·loca una imatge o crom de les beneïdes ànimes del purgatori, per facilitar la sortida del difunt, si es trobés en el purgatori, a causa de no poder aconseguir la glòria (entrada al cel), segons la teologia catòlica els qui han mort havent comès pecats venials sense confessar, però sense haver comès pecat mortal, haurà d'expiar les seves culpes en el purgatori.
- Rosaris

Es pot col·locar un rosari de comptes en els nivells de l'altar. En l'últim nivell, en el cas de ser de set nivells, es col·loca un rosari fet de llimes i tejocotes.

#### Altres elements
- Gos

Es col·loca l'escultura d'un gos o un gos real de la raça Xoloitzcuintle, representant al déu Xólotl, es diu que el gos ajudarà les ànimes a travessar el riu Itzcuintlán (primera dimensió per arribar al Mictlán, es coneix també en alguns llocs com a riu de sang). El xoloitzcuintle ha de ser color bronze i no tenir abundància de pèl. Es col·loquen també un parell de huaraches per ajudar l'ànima a travessar el riu.
- Monedes d'or

El fet de posar monedes sobre algun dels nivells de l'altar no té un significat específic; es relaciona amb la cosmovisió grega de sepultar a les persones amb monedes sota la llengua perquè en morir, poguessin pagar-li a Caront i ser conduïts per ell en la seva bassa a l'inframon. Aquesta pràctica no descendeix de cap mena de tradició o creença de les cultures americanes a causa que les antigues civilitzacions mesoamericanes no tenien una denominació monetària específica, ja que la seva economia es basava principalment en la barata. En la cultura asteca i la seva pràctica comercial, s'intercanviaven productes a canvi de grans de cacau o llebres mortes.
- Roba

Així com es col·loquen articles de condícia personal, es col·loquen diverses peces netes perquè el difunt les porti posades en tornar al món dels morts. En la majoria dels casos s'utilitza la roba del difunt per mantenir una connexió amb l'ànima del difunt.

## Festivitat
Comença quan una persona de la casa encén les veles de l'altar murmurant els noms dels difunts, es resa demanant el favor de Déu perquè arribin amb bé, els familiars se sentin en la taula i comparteixen el menjar preparat per al festí, escoltant música del grat del difunt, es parla sobre les novetats de la família, es recorden anècdotes del difunt i es demana per la intercessió del difunt a Déu.
El festeig és un retrobament, encara que breu, feliç, amb la promesa d'aconseguir-los en el més enllà, arribat el moment.
Al terme s'apaguen les espelmes i s'acomiada als esperits, desitjant-los bon viatge de retorn al més enllà i demanant-los que retornin l'any vinent. A més que tot el que porta l'ofrena es reparteix entre les persones que van realitzar aquest esdeveniment.